# Церква Святого Георгія Побідоносця (Великі Вікнини)
Церква Святого Георгія Побідоносця у Великих Вікнинах — парафія і храм православної громади Вишнівецького благочиння Тернопільської єпархії Православної церкви України в селі Великих Вікнинах Вишнівецької громади Кременецького району Тернопільської области.

## Історія церкви
1741 року побудована на кам'яному фундаменті дерев'яна тридільна церква за кошти парафіян. Новий храм з дерева був зведений в кін. ХІХ на поч. ХХ ст. на місці старого.
У 2000-х роках збудовано кам'яну церкву.

### Перехід з УПЦ МП до ПЦУ
Рішення про перехід до ПЦУ жителі села прийняли на зборах релігійної громади.
9 травня 2022 року, представники парафії завітали до єпархіального управління і подали прохання про прийняття до складу Тернопільської єпархії. Архієпископ Тернопільський і Кременецький Нестор задовольнив прохання громади і видав відповідний указ.

## Парохи
- о. Олексій Вознюк (до 2022)[4],
- о. Тарас Дідик — нині[3].